# Boucé (Orne)
Boucé – miejscowość i gmina we Francji, w regionie Normandia, w departamencie Orne.
Według danych na rok 1990 gminę zamieszkiwało 630 osób, a gęstość zaludnienia wynosiła 31 osób/km² (wśród 1815 gmin Dolnej Normandii Boucé plasuje się na 356. miejscu pod względem liczby ludności, natomiast pod względem powierzchni na miejscu 119.).